# تپه خارمان
تپه خارمان مربوط به دوره اشکانیان - دوره ساسانیان است و در شهرستان گرمی، بخش مرکزی، دهستان اجارود مرکزی، روستای سلاله واقع شده و این اثر در تاریخ ۳۰ بهمن ۱۳۸۶ با شمارهٔ ثبت ۲۱۲۳۵ به‌عنوان یکی از آثار ملی ایران به ثبت رسیده است.